# Pteris yakuinsularis
Pteris yakuinsularis là một loài dương xỉ trong họ Pteridaceae. Loài này được Sa. Kurata mô tả khoa học đầu tiên năm 1968.
Danh pháp khoa học của loài này chưa được làm sáng tỏ. 